# Danh sách đĩa đơn quán quân Hot 100 năm 1966 (Mỹ)
| Đĩa đơn | Album |
| --- | --- |
| - Simon & Garfunkel: The Sound Of Silence - 2 Tuần (01.01 và 22.01.1966) - Beatles: We Can Work It Out - 3 Tuần (8.01 - 15.01 và 29.02) - Petula Clark: My Love - 2 Tuần (5.02 - 12.02) - Lou Christie: Lightnin' Strikes - 1 Tuần (19.02) - Nancy Sinatra: These Boots Are Made For Walkin' - 1 Tuần (26.02) - Barry Sadler: The Ballad Of The Green Berets - 5 Tuần (5.3 - 2.4) - Righteous Brothers: (You're My) Soul And Inspiration - 3 Tuần (9.4 - 23.4) - Young Rascals: Good Lovin' - 1 Tuần (30.4) - Mamas & Papas: Monday, Monday - 3 Tuần (7.5 - 21.5) - Percy Sledge: When A Man Loves A Woman - 2 Tuần (28.5 - 4.6) - Rolling Stones: Paint It, Black - 2 Tuần (11.6 - 18.6) - Beatles: Paperback Writer - 2 Tuần (25.6 và 9.7) - Frank Sinatra: Strangers In The Night - 1 Tuần (2.7) - Tommy James & The Shondells: Hanky Panky - 2 Tuần (16.7 - 23.7) - Troggs: Wild Thing - 2 Tuần (30.7 - 6.8) - The Lovin’ Spoonful: Summer In The City - 3 Tuần (13.8 - 27.8) - Donovan: Sunshine Superman - 1 Tuần (3.9) - Supremes: You Can't Hurry Love - 2 Tuần (10.9 - 17.9) - The Association: Cherish - 3 Tuần (24.9 - 8.10) - Four Tops: Reach Out I'll Be There - 2 Tuần (15.10 - 22.10) - Question Mark & the Mysterians: 96 Tears - 1 Tuần (29.10) - Monkees: Last Train To Clarksville - 1 Tuần (5.11) - Johnny Rivers: Poor Side Of Town - 1 Tuần (12.11) - Supremes: You Keep Me Hanging On - 2 Tuần (19.11 - 26.11) - The New Vaudeville Band: Winchester Cathedral - 3 Tuần (3.12 và 17.12 - 24.12) - Beach Boys: Good Vibrations - 1 Tuần (10.12) - Monkees: I'm a Believer - 7 Tuần (31.12.1966 - 11.01.1967) | - Herb Alpert's Tijuana Brass - Whipped Cream And Other Delights - 6 Tuần (27.11.1965 - 7.01.1966, tổng cộng 8 tuần) - The Beatles - Rubber Soul - 6 Tuần (8.01 - 18.02) - Herb Alpert's Tijuana Brass - Whipped Cream And Other Delights - 2 Tuần (19.02 - 4.3, tổng cộng 8 tuần) - Herb Alpert's Tijuana Brass - Going Places - 1 Tuần (5.3 - 11.3, tổng cộng 6 tuần) - Mamas & Papas - If You Can Believe Your Eyes And Ears - 1 Tuần (12.3 - 18.3, tổng cộng 2 tuần) - Barry Sadler - Ballads of the Green Berets - 4 Tuần (19.3 - 15.4) - Herb Alpert's Tijuana Brass - Going Places - 5 Tuần (16.4 - 20.5, tổng cộng 6 tuần) - Mamas & Papas - If You Can Believe Your Eyes and Ears - 1 Tuần (21.5 - 27.5, tổng cộng 2 tuần) - Herb Alpert's Tijuana Brass - What Now My Love - 8 Tuần (28.5 - 22.6, tổng cộng 9 tuần) - Frank Sinatra - Strangers In The Night - 1 Tuần (23.7 - 29.7) - The Beatles - Yesterday And Today - 5 Tuần (30.7 - 2.9) - Herb Alpert's Tijuana Brass - What Now My Love - 1 Tuần (3.9 - 9.9, tổng cộng 9 tuần) - The Beatles - Revolver - 6 Tuần (10.9 - 21.10) - The Supremes - The Supremes A' Go Go - 2 Tuần (22.10 - 4.11) - Soundtrack - Dr. Zhivago - 1 Tuần (5.11 - 11.11) - The Monkees - The Monkees - 13 Tuần (12.11.1966 - 10.01.1967) |